# Chile Vamos
Chile Vamos (dallo spagnolo, lett.: Cile Andiamo) è una coalizione politica cilena di destra e centro-destra.

## Storia
La coalizione elettorale è stata fondata nel 2015. Ad essa hanno preso parte quattro distinti partiti:
- Rinnovamento Nazionale (Renovación Nacional);
- Unione Democratica Indipendente (Unión Demócrata Independiente);
- Evoluzione Politica (Evolución Política);
- Partito Regionalista Indipendente (Partido Regionalista Independiente), poi divenuto Partito Regionalista Indipendente Democratico (Partido Regionalista Independiente Demócrata).

In precedenza, Rinnovamento Nazionale e Unione Democratica Indipendente costituivano l'Alleanza per il Cile.
In occasione delle elezioni presidenziali del 2017 la coalizione ha sostenuto la candidatura di Sebastián Piñera, eletto Presidente della Repubblica al secondo turno con il 54,6% dei voti contro il candidato della Nuova Maggioranza Alejandro Guillier. Alle elezioni parlamentari, la coalizione ha ottenuto alla Camera dei deputati il 38,7% dei voti, conseguendo 72 su 155 seggi.
Alle elezioni del 21 novembre 2021 si è presentata con la denominazione Chile Podemos Más con candidato alla presidenza Sebastián Sichel, ottenendo solo il 12.79%, mentre alle legislative dello stesso giorno il 25,43% e 55 seggi.